# Badminton-Nationalliga A 2007/08
Die Badminton-Nationalliga A der Saison 2007/2008 als höchste Spielklasse im Badminton in der Schweiz zur Ermittlung des nationalen Mannschaftsmeisters bestand aus einer Vorrunde im Modus Jeder gegen jeden und anschliessenden Play-off-Spielen. Meister wurde Team Basel.

## Vorrunde
| Platz | Team                                         | Punkte | Spiele | +/-  | Sätze   | +/-  | Partien |
| ----- | -------------------------------------------- | ------ | ------ | ---- | ------- | ---- | ------- |
| 01    | BV Team Basel                                | 60     | 109:35 | 74   | 235:94  | 141  | 18      |
| 02    | BC Adliswil                                  | 50     | 94:50  | 44   | 200:120 | 80   | 18      |
| 03    | BC Uzwil                                     | 43     | 84:60  | 24   | 188:147 | 41   | 18      |
| 04    | Union Yverdon-les-Bains / Badminton Lausanne | 43     | 83:61  | 22   | 184:145 | 39   | 18      |
| 05    | BC La Chaux-de-Fonds                         | 42     | 81:63  | 18   | 174:149 | 25   | 18      |
| 06    | BV St. Gallen-Appenzell                      | 40     | 81:63  | 18   | 185:150 | 35   | 18      |
| 07    | BV Team Solothurn                            | 33     | 68:76  | −8   | 157:169 | −12  | 18      |
| 08    | Union Tafers-Fribourg                        | 29     | 62:82  | −20  | 143:179 | −36  | 18      |
| 09    | BC Genève                                    | 15     | 38:106 | −68  | 98:224  | −126 | 18      |
| 10    | BC Kerzers                                   | 5      | 20:124 | −104 | 68:255  | −187 | 18      |

## Halbfinale
- BC Adliswil – BC Uzwil: 6:2, 7:1
- BV Team Basel – Union Yverdon-les-Bains / Badminton Lausanne: 7:1, 4:4

## Finale
- BV Team Basel – BC Adliswil: 5:3, 5:3